# 褚士昇
褚士昇（1609年3月10日—1649年），字騰霞，北直隸河間府滄州鹽山縣人，清朝政治人物。

## 生平
褚士昇是崇禎六年（1642年）癸酉科順天鄉試第一百二十五名舉人，順治三年（1646年）丙戌科進士，先在工部觀政，獲授通許知縣，為政平易，在當地開墾荒田，興辦學校，使縣人安樂富庶，六年（1649年）在任內去世。

## 家族
曾祖褚良時；祖父褚孟冬；父褚舜。

## 引用
1. 1 2  康熙《鹽山縣志·卷六》：順治丙戌科（進士） 禇士昇，字騰霞，河南通許縣知縣，卒於任。
2. 1 2  《順治三年丙戌科進士三代履歷》：褚士昇，曾祖良時；祖孟冬；父舜。騰霞，詩二房，己酉二月初五日生，鹽山人，癸酉一百二十五名，會試三百九十七名，三甲一百十二名，工部觀政，授河南通許知縣。
3. ↑  乾隆《通許縣志·卷五·官師志》：知縣……國朝……褚士昇，直隸鹽山人，進士，順治三年任，政務平易，墾荒田，興學校，邑始有康阜之觀。